# Sofie Antoinette van Brunswijk-Wolfenbüttel

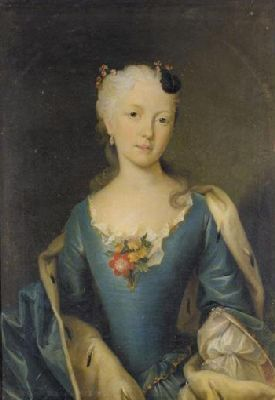
Sofie Antoinette van Brunswijk-Wolfenbüttel

Sophia Antonia van Brunswijk-Wolfenbüttel (Wolfenbüttel, 13 januari 1724 - Coburg, 17 mei 1802) was een dochter van Ferdinand Albrecht II van Brunswijk-Bevern en van Antoinette Amalia van Brunswijk-Wolfenbüttel. Zij trouwde met Ernst Frederik van Saksen-Coburg-Saalfeld en was de grootmoeder van onder meer Leopold I van België.
Hun kinderen waren:
- Frans van Saksen-Coburg-Saalfeld (1750-1806)
- Karel (1751-1757)
- Juliana (1752-1752)
- Carolina (1753-1829), diacones in Gandersheim
- Lodewijk (1755-1806)
- Hendrik (1756-1756)
- Frederik (1758-1758).

## Voorouders
| Voorouders van Sofie Antoinette van Brunswijk-Wolfenbüttel | Voorouders van Sofie Antoinette van Brunswijk-Wolfenbüttel                                                       | Voorouders van Sofie Antoinette van Brunswijk-Wolfenbüttel                                                       | Voorouders van Sofie Antoinette van Brunswijk-Wolfenbüttel                                                       | Voorouders van Sofie Antoinette van Brunswijk-Wolfenbüttel                                                       | Voorouders van Sofie Antoinette van Brunswijk-Wolfenbüttel                                                            | Voorouders van Sofie Antoinette van Brunswijk-Wolfenbüttel                                                            | Voorouders van Sofie Antoinette van Brunswijk-Wolfenbüttel                                                       | Voorouders van Sofie Antoinette van Brunswijk-Wolfenbüttel                                                       |
| ---------------------------------------------------------- | --- | --- | --- | --- | --- | --- | --- | --- |
| Overgrootouders                                            | August van Brunswijk-Wolfenbüttel (1579–1666) ∞ Sophia Elisabeth van Mecklenburg-Güstrow (1613-1676)             | August van Brunswijk-Wolfenbüttel (1579–1666) ∞ Sophia Elisabeth van Mecklenburg-Güstrow (1613-1676)             | Frederik van Hessen-Eschwege (1617–1655) ∞ 1691 Eleonora van Zweibrücken-Kleeburg (1626-1692)                    | Frederik van Hessen-Eschwege (1617–1655) ∞ 1691 Eleonora van Zweibrücken-Kleeburg (1626-1692)                    | Anton Ulrich van Brunswijk-Wolfenbüttel (1633-1714) ∞ Elisabeth Juliana van Sleesijk-Holstein-Sønderborg-Nordborg (-) | Anton Ulrich van Brunswijk-Wolfenbüttel (1633-1714) ∞ Elisabeth Juliana van Sleesijk-Holstein-Sønderborg-Nordborg (-) | Albert Ernest I Oettingen (-) ∞ Christine Friederike van Württemberg (–)                                         | Albert Ernest I Oettingen (-) ∞ Christine Friederike van Württemberg (–)                                         |
| Grootouders                                                | Ferdinand Albrecht I van Brunswijk-Bevern (1636-1687) ∞ Christina van Hessen-Eschwege (1648-1702)                | Ferdinand Albrecht I van Brunswijk-Bevern (1636-1687) ∞ Christina van Hessen-Eschwege (1648-1702)                | Ferdinand Albrecht I van Brunswijk-Bevern (1636-1687) ∞ Christina van Hessen-Eschwege (1648-1702)                | Ferdinand Albrecht I van Brunswijk-Bevern (1636-1687) ∞ Christina van Hessen-Eschwege (1648-1702)                | Lodewijk Rudolf van Brunswijk-Wolfenbüttel (1671-1735) ∞ 1690 Christina Louise van Oettingen-Oettingen (–)            | Lodewijk Rudolf van Brunswijk-Wolfenbüttel (1671-1735) ∞ 1690 Christina Louise van Oettingen-Oettingen (–)            | Lodewijk Rudolf van Brunswijk-Wolfenbüttel (1671-1735) ∞ 1690 Christina Louise van Oettingen-Oettingen (–)       | Lodewijk Rudolf van Brunswijk-Wolfenbüttel (1671-1735) ∞ 1690 Christina Louise van Oettingen-Oettingen (–)       |
| Ouders                                                     | Ferdinand Albrecht II van Brunswijk-Wolfenbüttel (1680–1735) ∞ 1712 Antoinette Amalia van Brunswijk-Wolfenbüttel | Ferdinand Albrecht II van Brunswijk-Wolfenbüttel (1680–1735) ∞ 1712 Antoinette Amalia van Brunswijk-Wolfenbüttel | Ferdinand Albrecht II van Brunswijk-Wolfenbüttel (1680–1735) ∞ 1712 Antoinette Amalia van Brunswijk-Wolfenbüttel | Ferdinand Albrecht II van Brunswijk-Wolfenbüttel (1680–1735) ∞ 1712 Antoinette Amalia van Brunswijk-Wolfenbüttel | Ferdinand Albrecht II van Brunswijk-Wolfenbüttel (1680–1735) ∞ 1712 Antoinette Amalia van Brunswijk-Wolfenbüttel      | Ferdinand Albrecht II van Brunswijk-Wolfenbüttel (1680–1735) ∞ 1712 Antoinette Amalia van Brunswijk-Wolfenbüttel      | Ferdinand Albrecht II van Brunswijk-Wolfenbüttel (1680–1735) ∞ 1712 Antoinette Amalia van Brunswijk-Wolfenbüttel | Ferdinand Albrecht II van Brunswijk-Wolfenbüttel (1680–1735) ∞ 1712 Antoinette Amalia van Brunswijk-Wolfenbüttel |
| Sofie Antoinette van Brunswijk-Wolfenbüttel (1724-1802)    | | | | | | | | |